# Open di Francia 2010 - Doppio leggende under 45
Paul Haarhuis e Cédric Pioline erano i detentori del titolo, ma Haarhuis non ha partecipato quest'anno.
Pioline ha fatto coppia con Arnaud Boetsch, ma hanno perso contro Goran Ivanišević e Michael Stich nel round-robin.
Evgenij Kafel'nikov e Andrij Medvedjev hanno battuto in finale 6–1, 6–1 Ivanišević e Stich.

## Tabellone

### Legenda
| - Q = Qualificato - WC = Wild card - LL = Lucky loser | - ALT = Alternate - SE = Special Exempt - PR = Protected Ranking | - w/o = Walkover - r = Ritirato - d = Squalificato |

### Finale
|  | Finale                               |                                      |                                      |   |   |  |
|  |                                      |                                      |                                      |   |   |  |
|  | Evgenij Kafel'nikov Andrij Medvedjev | Evgenij Kafel'nikov Andrij Medvedjev | Evgenij Kafel'nikov Andrij Medvedjev | 6 | 6 |  |
|  | Goran Ivanišević Michael Stich       | Goran Ivanišević Michael Stich       | Goran Ivanišević Michael Stich       | 1 | 1 |  |

### Gruppo A
|  |                                      | Kafelnikov Medvedjev | Chang Costa      | Bruguera Krajicek | RR V–P | Set V–P | Game V–P | Posizione |
|  | Evgenij Kafel'nikov Andrij Medvedjev |                      | 6–0, 3–6, [10–7] | 4–6, 6–2, [12–10] | 2–0    | 4–2     | 21–14    | 1         |
|  | Michael Chang Albert Costa           | 0–6, 6–3, [7–10]     |                  | 7–5, 3–6, [10–7]  | 1–1    | 3–3     | 17–21    | 2         |
|  | Sergi Bruguera Richard Krajicek      | 6–4, 2–6, [10–12]    | 5–7, 6–3, [7–10] |                   | 0–2    | 2–4     | 19–22    | 3         |

La classifica viene stilata in base ai seguenti criteri: 1) Numero di vittorie; 2) Numero di partite giocate; 3) Scontri diretti (in caso di due giocatori pari merito ); 4) Percentuale di set vinti o di games vinti (in caso di tre giocatori pari merito ); 5) Decisione della commissione.

### Gruppo B
|  |                                | Ivanišević Stich | Boetsch Pioline   | Muster Woodforde  | RR V–P | Set V–P | Game V–P | Posizione |
|  | Goran Ivanišević Michael Stich |                  | 6–4, 3–6, [10–8]  | 6–4, 6–4          | 2–0    | 4–1     | 22–18    | 1         |
|  | Arnaud Boetsch Cédric Pioline  | 4–6, 6–3, [8–10] |                   | 6–2, 3–6, [12–10] | 1–1    | 3–3     | 20–18    | 2         |
|  | Thomas Muster Mark Woodforde   | 4–6, 4–6         | 2–6, 6–3, [10–12] |                   | 0–2    | 1–4     | 16–22    | 3         |

La classifica viene stilata in base ai seguenti criteri: 1) Numero di vittorie; 2) Numero di partite giocate; 3) Scontri diretti (in caso di due giocatori pari merito ); 4) Percentuale di set vinti o di games vinti (in caso di tre giocatori pari merito ); 5) Decisione della commissione.